# Карачаганак Петролеум Оперейтинг
«Карачагана́к Петро́леум Опере́йтинг Б. В.» (англ. Karachaganak Petroleum Operating B.V.) — консорциум компаний, объединившихся для реализации Карачаганакского проекта по развитию нефтяной отрасли Казахстана. После передачи части акций национальной компании Казахстана доли распределены следующим образом:
- Royal Dutch Shell plc («Роял Датч Шелл плс») (Нидерланды, Великобритания) — 29,25 %;
- Eni (Италия) — 29,25 %;
- «Шеврон» (США) — 18 %;
- «Лукойл» (Россия) — 13,5 %;
- «КазМунайГаз» (Казахстан) — 10 %.

«Карачаганак Петролеум Оперейтинг» является оператором одного из крупнейших нефтегазоконденсатных месторождений в мире.
КПО осуществляет свою деятельность в соответствии с Окончательным соглашением о разделе продукции (ОСРП), подписанным партнёрами по международному консорциуму с правительством Казахстана в ноябре 1997 года. По условиям соглашения, КПО будет осуществлять управление Карачаганакским проектом в период до 2038 года.
По условиям ОСРП, подписанного в 1997 году, никакие новые налоги и сборы на его участников не распространяются.
КПО — хозяин трубопровода Карачаганак-Атырау.
В 2007 году «Карачаганак Петролеум Оперейтинг Б. В.» было добыто — 5,7 млн т нефти (9 %) и 14,2 млрд м³ газа (47 %), проценты указаны от общего добытого газа и нефти в Казахстане.

## События
В 1997 году компании «Карачаганак Петролеум Оперейтинг Б.В.» пришлось реконструировать практически все производство и строить новые объекты.
28 мая 2008 года, после того как руководство компании предоставило расчёты по фонду охраны окружающей среды, Налоговым комитетом Западно-Казахстанской области снят арест с банковских счетов компании «Карачаганак Петролеум Оперейтинг» (КПО), которые были заблокированы в декабре 2007 года. Поводом для ареста счетов КПО послужило нарушение руководством компании требований при сдаче налоговой отчётности.
После поданного экологами иска Уральский межрайонный экономический суд присудил КПО выплатить штраф в сумме 1,8 млрд тенге.
9 октября 2008 года KПO стала первой казахстанской компанией, получившей международную премию по безопасности DuPont Safety Award.
В 2009 году получен сертификат OHSAS 18001.
11.12.2009 British Gas Group plc и итальянская Eni ведут переговоры по продаже Казахстану 10 % в компании Karachaganak Petroleum Operating BV (KPO) в Карачаганакском нефтегазовом месторождении на западе страны. Цена сделки определена в районе $1 млрд. Эксперт ИК «Финам» Александр Еремин отмечает, что стоимость пакета акций чересчур завышена, оценивая стоимость сделки в $300-500 млн.